# Birtokos névmás
A grammatikában a birtokos névmás olyan élőre vagy élettelenre utal, amely viszonyban áll egy grammatikai személlyel: a beszélővel/beszélőkkel (1. személy), a mondottak címzettjével/címzettjeivel (2. személy) vagy azzal/azokkal, aki(k)ről/ami(k)ről szó van (3. személy). Az első entitást birtoknak nevezik, a másodikat birtokosnak. A birtokos névmás jelentést sűrít, egyetlen szóval nevezve meg a birtokost és utalva a birtokra. A két entitás közötti viszonyt általánosan birtokviszonynak nevezik, de akármilyen olyan típusú viszonyt is kifejezhet, melyet a magyar nyelv grammatikáiban a birtokos jelzőnek nevezettnek megfelelő mondatrész fejez ki. A birtokos névmás a birtokos determinánssal is rendelkező nyelvekben az ezzel ellátott főnevet helyettesítheti, a magyarban pedig a birtokos személyjellel ellátottat.

## A magyar nyelvben
A magyarban a birtokos névmás alaktanilag a személyes névmásból jött létre. Előtte rendszerint jelen van a határozott névelő. Alakjai a következők:
| Birtokos(ok)  | Birtok(ok)  | 1. személy      | 2. személy        | 3. személy |
| ------------- | ----------- | --------------- | ----------------- | ---------- |
| Egy birtokos  | Egy birtok  | az enyém        | a tied/tiéd       | az övé     |
| Egy birtokos  | Több birtok | az enyéim       | a tieid/tiéid     | az övéi    |
| Több birtokos | Egy birtok  | a mienk/miénk   | a tietek/tiétek   | az övék    |
| Több birtokos | Több birtok | a mieink/miéink | a tieitek/tiéitek | az övéik   |

A birtokos névmások megkaphatják a esetragokat, melyek ugyanúgy kapcsolódnak hozzájuk, mint a főnevekhez, valamint névutókkal is szerkeszthetők: enyémben, tiednek, mienkkel, tieitekhez, övéikből, enyém alatt, tied fölött stb.
Az udvarias megszólításban a birtokviszony kifejezésére nem a birtokos névmásokat használják, hanem a birtokjellel ellátott személyes névmásokat:
| Birtokos(ok)  | Birtok(ok)  | maga      | ön        |
| ------------- | ----------- | --------- | --------- |
| Egy birtokos  | Egy birtok  | a magáé   | az öné    |
| Egy birtokos  | Több birtok | a magáéi  | az önéi   |
| Több birtokos | Egy birtok  | a maguké  | az önöké  |
| Több birtokos | Több birtok | a magukéi | az önökéi |

Egyéb szavaknak is van a birtokos névmásokéhoz hasonló jelentésük. Ilyenek a saját szó birtokos személyjeles alakjai (Ez a sajátom = Ez az enyém), valamint a birtokjeles visszaható névmás, amely a birtokos személyének kiemelésére szolgál: Ez a magamé.

## Néhány más nyelvben

### Az angol nyelvben
Az angolban vannak birtokos determinánsok, és ezekből származó birtokos névmások. Az előbbiek csak melléknévi, az utóbbiak csak főnévi értékűek. Csupán egyetlen névmás alakja azonos a neki megfelelő determináns alakjával: Has Rory got his ticket? ’Rory megkapta a jegyét?’ → I've got my ticket. Has Rory got his? ’Én megkaptam a jegyemet. Rory megkapta az övét?’. Ebben a nyelvben a birtokos névmást nem használják névelővel. E névmások teljes sora az alábbi:
- egy birtokos:

mine ’az enyém/enyéim’;
yours ’a tied/tieid/magáé/magáéi, az öné/önéi’;
his ’az övé/övéi’ (hímnemű birtokos);
hers ’az övé/övéi’ (nőnemű birtokos);
- több birtokos:

ours ’a mienk/mieink’;
yours ’a tietek/tieitek/maguké/magukéi, az önöké/önökéi;
theirs ’az övék/övéik’.
Megjegyzések:
- Az angol birtokos névmások a magyarokkal ellentétben nem jelölik a birtok számát.
- Egyes szám harmadik személyben külön alakok vannak a birtokos neme szerint.
- Második személyben egyetlen birtokost, és többet is ugyanaz az alak nevez meg.

Az angolban a névszóragozás csaknem kihalt. Egyes mondattani funkciókat a fenti alakok elöljárószóval fejeznek ki, másokat csak magukban, a mondatbeli helyük és a kontextus révén. Példák:
Is this diary yours? ’A tied/Magáé/Öné ez a napló?’ – névszói állítmány névszói része;
Has Rory got his? ’Rory megkapta az övét?’ – tárgy;
Your room is different from ours ’A te/ti/maga/maguk / Az ön/önök szobája különbözik a mienktől’ – képes helyhatározónak megfelelő mondatrész.

### A francia nyelvben
A franciában is különbözik a birtokos névmások alakja a nekik megfelelő determinánsokétól. A névmásokat csaknem mindig határozott névelő előzi meg. Alakjaik:
| Birtokos(ok)  | Birtok(ok)    | Nem      | 1. személy  | 1. személy | 2. személy  | 2. személy                                | 3. személy  | 3. személy |
| ------------- | ------------- | -------- | ----------- | ---------- | ----------- | ----------------------------------------- | ----------- | ---------- |
| Egy birtokos  | Egy birtok    | hn.      | le mien     | az enyém   | le tien     | a tiéd                                    | le sien     | az övé     |
| Egy birtokos  | Egy birtok    | nn.      | la mienne   | az enyém   | la tienne   | a tiéd                                    | la sienne   | az övé     |
| Egy birtokos  | Több birtokos | hn.      | les miens   | az enyéim  | les tiens   | a tieid                                   | les siens   | az övéi    |
| Egy birtokos  | Több birtokos | nn.      | les miennes | az enyéim  | les tiennes | a tieid                                   | les siennes | az övéi    |
| Több birtokos | Egy birtok    | hn.      | le nôtre    | a miénk    | le vôtre    | a tiétek/magáé/maguké / az öné/önöké      | le leur     | az övék    |
| Több birtokos | Egy birtok    | nn.      | la nôtre    | a miénk    | la vôtre    | a tiétek/magáé/maguké / az öné/önöké      | la leur     | az övék    |
| Több birtokos | Több birtok   | hn., nn. | les nôtres  | a mieink   | les vôtres  | a tieitek/magáéi/magukéi / az önéi/önökéi | les leurs   | az övéik   |

A francia birtokos névmások jelölik a birtok számát és nemét (a nem kivételével több birtok esetében), valamint a birtokos személyét és számát, de nem jelölik ennek a nemét.
Ebben a nyelvben nincs névszóragozás. A birtokos névmások elöljáró nélkül fejezik ki a névszói állítmány névszói részét és a tárgyat, egyéb funkciókat pedig elöljáróval. Példák:
C’est ton opinion ; ce n’est pas du tout la mienne ’Ez a te véleményed; egyáltalán nem az enyém’ – névszói állítmány névszói része;
J’avais oublié mes gants de ski ; Victor m’a prêté les siens ’Otthon felejtettem a síkesztyűmet ; Victor kölcsönadta nekem az övét’ – tárgy;
Tu as déjà écrit à tes parents ; moi, je n’ai pas encore écrit aux miens ’Te már írtál a szüleidnek; én még nem írtam az enyéimnek – részeshatározónak megfelelő mondatrész.

### A román nyelvben
A román birtokos névmás a determináns megfelelőjéből alakul úgy, hogy eléje helyezik az ún. birtokos névelőt. Alakjai a következők:
| Birtokos(ok)  | Birtok(ok)  | Nem      | 1. személy  | 1. személy | 2. személy  | 2. személy | 3. személy | 3. személy |
| ------------- | ----------- | -------- | ----------- | ---------- | ----------- | ---------- | ---------- | ---------- |
| Egy birtokos  | Egy birtok  | hn., sn. | al meu      | az enyém   | al tău      | a tiéd     | al său     | az övé     |
| Egy birtokos  | Egy birtok  | nn.      | a mea       | az enyém   | a ta        | a tiéd     | a sa       | az övé     |
| Egy birtokos  | Több birtok | hn.      | ai mei      | az enyéim  | ai tăi      | a tieid    | ai săi     | az övéi    |
| Egy birtokos  | Több birtok | nn., sn. | ale mele    | az enyéim  | ale tale    | a tieid    | ale sale   | az övéi    |
| Több birtokos | Egy birtok  | hn., sn. | al nostru   | a miénk    | al vostru   | a tiétek   | al lor     | az övék    |
| Több birtokos | Egy birtok  | nn.      | a noastră   | a miénk    | a voastră   | a tiétek   | a lor      | az övék    |
| Több birtokos | Több birtok | hn.      | ai noștri   | a mieink   | ai voștri   | a tieitek  | ai lor     | az övéik   |
| Több birtokos | Több birtok | nn., sn. | ale noastre | a mieink   | ale voastre | a tieitek  | ale lor    | az övéik   |

A román birtokos névmások sem jelölik a birtokos nemét, viszont minden alak jelöli a birtok számát és nemét.
A lor alak azonos a személyes névmás többes szám birtokos esetű és egyben részes esetű alakjával. Egyébként egyes szám harmadik személyű birtokos esetében a birtokos névmások helyett a birtokos névelős egyes szám 3. személyű személyes névmások birtokos esetű alakjait lehet használni, azzal az előnnyel, hogy így a birtokos neme is jelölve van. Megfelelési párok:
al său (hímnemű vagy semleges nemű birtok) ’az övé’ = al lui (hímnemű birtokos), al ei (nőnemű birtokos);
a sa (nőnemű birtok) ’az övé’ = a lui, a ei;
ai săi (hímnemű birtok) ’az övéi’ = ai lui, ai ei;
ale sale (nőnemű vagy semleges nemű birtok) ’az övéi’ = ale lui, ale ei.
A románban van ugyan névszóragozás, de viszonylag szegény alakokban. A birtokos névmások rendszerében csak egy esetrag van, az is két esetet jelöl, a birtokost és a részest, csak a több birtokra utaló alakokban van meg (kivéve a többes szám 3. személyű alakokat), és nem a determináns veszi fel, hanem a birtokos névelő: alor mei/mele ’az enyéim (vkije/vmije), az enyéimnek’, alor tăi/tale ’a tieid (vkije/vmije), a tieidnek’ stb. Ezekkel az alakokkal elöljáró nélkül birtokos jelzőt (pl. bucuria alor mei ’az enyéim öröme’) és részeshatározót fejeznek ki: Le-am spus alor noștri ’Megmondtam a mieinknek’. Egyéb funkciókat az elöljáróval ellátott alapalakokkal (melyeket a román grammatikák tárgyesetűeknek tekintenek) és birtokos/részes esetű alakokkal fejeznek ki: pe al meu (hn., tárgyeset) ’az enyémet’, cu a ta (nn., tárgyeset) ’a tiéddel’, împotriva alor săi (hn., birtokos eset) ’az övéi ellen’, datorită alor noști (hn., részes eset) ’a mieinknek köszönhetően’.

### A közép-délszláv diarendszer nyelveiben
A közép-délszláv diarendszerhez tartozó nyelvekben (bosnyák, horvát, montenegrói, szerb) ugyanazokat a szavakat használják birtokos determinánsokként és birtokos névmásokként. Alakjaik az alábbiak:
| Birtokos(ok)  | Birtok(ok)  | Nem | 1. személy | 1. személy | 2. személy | 2. személy                                  | 3. személy   | 3. személy   | 3. személy |
| Birtokos(ok)  | Birtok(ok)  | Nem | 1. személy | 1. személy | 2. személy | 2. személy                                  | hn. birtokos | nn. birtokos |            |
| ------------- | ----------- | --- | ---------- | ---------- | ---------- | ------------------------------------------- | ------------ | ------------ | ---------- |
| Egy birtokos  | Egy birtok  | hn. | moj        | az enyém   | tvoj       | a tiéd                                      | njegov       | nje(zi)n     | az övé     |
| Egy birtokos  | Egy birtok  | nn. | moja       | az enyém   | tvoja      | a tiéd                                      | njegova      | nje(zi)na    | az övé     |
| Egy birtokos  | Egy birtok  | sn. | moje       | az enyém   | tvoje      | a tiéd                                      | njegovo      | nje(zi)no    | az övé     |
| Egy birtokos  | Több birtok | hn. | moji       | az enyéim  | tvoji      | a tieid                                     | njegovi      | nje(zi)ni    | az övéi    |
| Egy birtokos  | Több birtok | nn. | moje       | az enyéim  | tvoje      | a tieid                                     | njegove      | nje(zi)ne    | az övéi    |
| Egy birtokos  | Több birtok | sn. | moja       | az enyéim  | tvoja      | a tieid                                     | njegova      | nje(zi)na    | az övéi    |
| Több birtokos | Egy birtok  | hn. | naš        | a miénk    | vaš        | a tiétek/ magáé/ maguké/ az öné/ önöké      | njihov       | njihov       | az övék    |
| Több birtokos | Egy birtok  | nn. | naša       | a miénk    | vaša       | a tiétek/ magáé/ maguké/ az öné/ önöké      | njihova      | njihova      | az övék    |
| Több birtokos | Egy birtok  | sn. | naše       | a miénk    | vaše       | a tiétek/ magáé/ maguké/ az öné/ önöké      | njihovo      | njihovo      | az övék    |
| Több birtokos | Több birtok | hn. | naši       | a mieink   | vaši       | a tieitek/ magáéi/ magukéi/ az önéi/ önökéi | njihovi      | njihovi      | az övéik   |
| Több birtokos | Több birtok | nn. | naše       | a mieink   | vaše       | a tieitek/ magáéi/ magukéi/ az önéi/ önökéi | njihove      | njihove      | az övéik   |
| Több birtokos | Több birtok | sn. | naša       | a mieink   | vaša       | a tieitek/ magáéi/ magukéi/ az önéi/ önökéi | njihova      | njihova      | az övéik   |

Ezeken a névmásokon kívül van egy visszaható birtokos névmásnak is nevezett, svoj, -a, -e, svoji, -e, -a, amely csak az alany birtokára/birtokaira utal, annak nemétől, számától és személyétől függetlenül. Példa mondatban: Mi se brinemo za svoj posao, a vi se pobrinite za svoj ’Mi a mi dolgunkkal törődünk, ti meg törődjetek a tietekkel’.
Ezekben a nyelvekben a birtokos névmások jelölik a birtok nemét és számát, valamint az egyes szám 3. személyű birtokos nemét. A nőnemű birtokost megnevezőnek két változata van.
Ezekben a viszonylag fejlett névszóragozású nyelvekben a birtokos névmásokat általában úgy ragozzák, mint a mellékneveket. Hét eset van, melyeket nemtől és számtól függően négy vagy öt különböző alak jelöl. Egyes alakoknak változataik is vannak. Példának íme az 1. személy egyes szám hímnemű névmás ragozása:
- alanyeset és megszólító eset (élő és élettelen) / tárgyeset (élettelen): moj (nulla ragos);
- birtokos eset (élő és élettelen ) / tárgyeset (élő): mojeg(a) / mog(a);
- részes eset és locativus: mojem(u) / mom(e);
- eszközhatározói eset: mojim.

A mondattani funkciókat az esetragok egyedül vagy elöljárókkal társítva fejezik ki.